# Comptatge de cràters

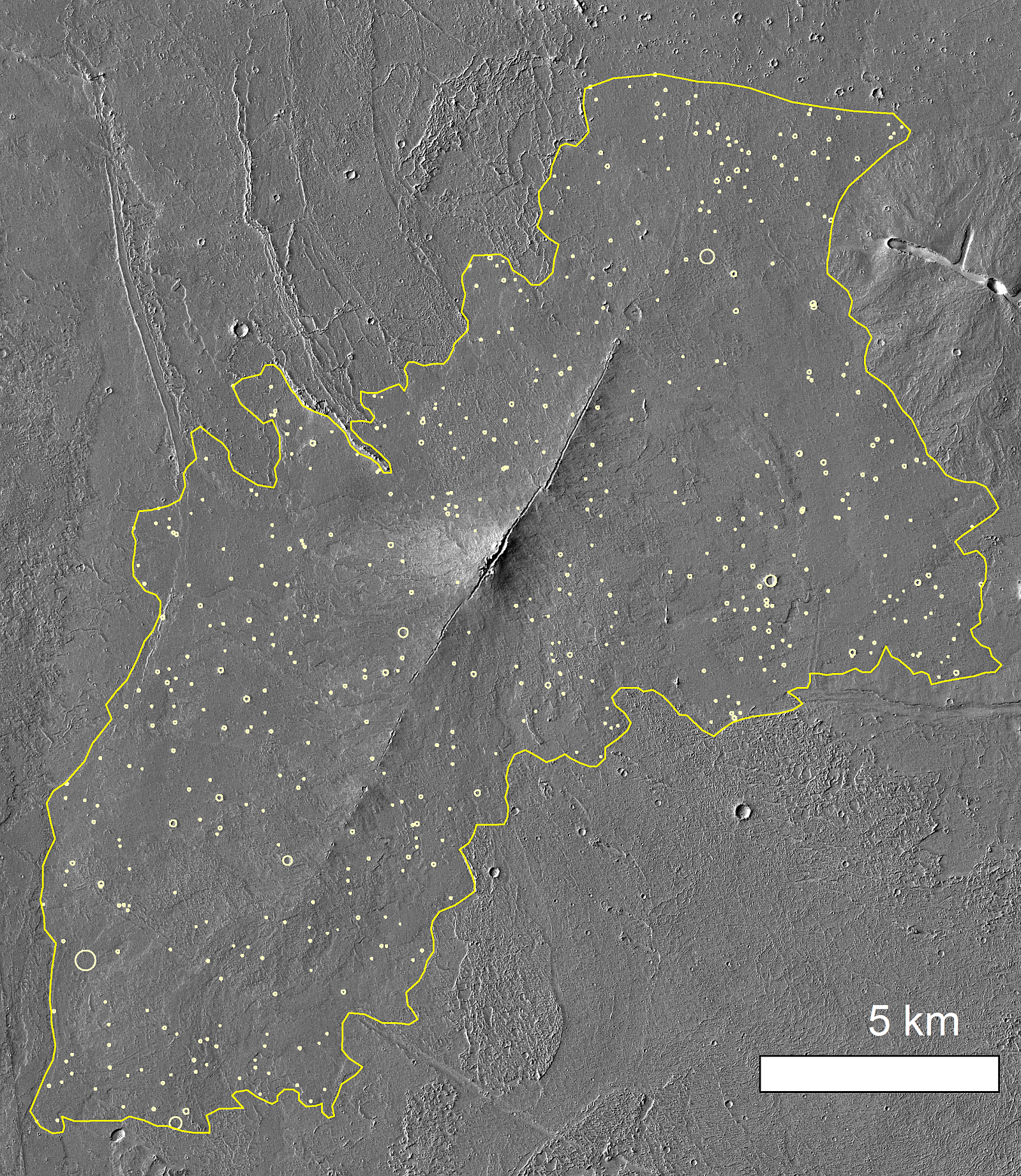
Volcà en escut a la regió de Tharsis a Mart amb les vores marcades. Els cercles representen els cràters d'impacte comptats pel mètode de recompte de cràters.

El comptatge o recompte de cràters és un mètode per a l'estimació de l'edat de la superfície d'un planeta. El mètode es basa en la hipòtesi que es forma una nova superfície amb zero cràters d'impacte, i que els cràters d'impacte s'acumulen a una taxa constant. El mètode ha estat calibrat utilitzant les edats de mostres que han sigut enviades des de la Lluna.

## Comptatge de cràters a Mart
La precisió de les estimacions d'edat de les superfícies geològicament joves basades en el recompte de cràters de Mart ha estat qüestionada a causa de la formació de grans quantitats de cràters secundaris. En un cas, l'impacte que va crear el cràter Zunil produint uns cent cràters secundaris, alguns a més de 1000 km des de l'impacte primari. Si els impactes similars també produeixen quantitats comparables de secundàries, significaria una àrea particular sense cràters sobre Mart no ha sigut encara "esquitxada per un cràter primari infreqüent gran", en lloc de patir relativament pocs impactes primaris petits des de la seva formació.